# Lucebert

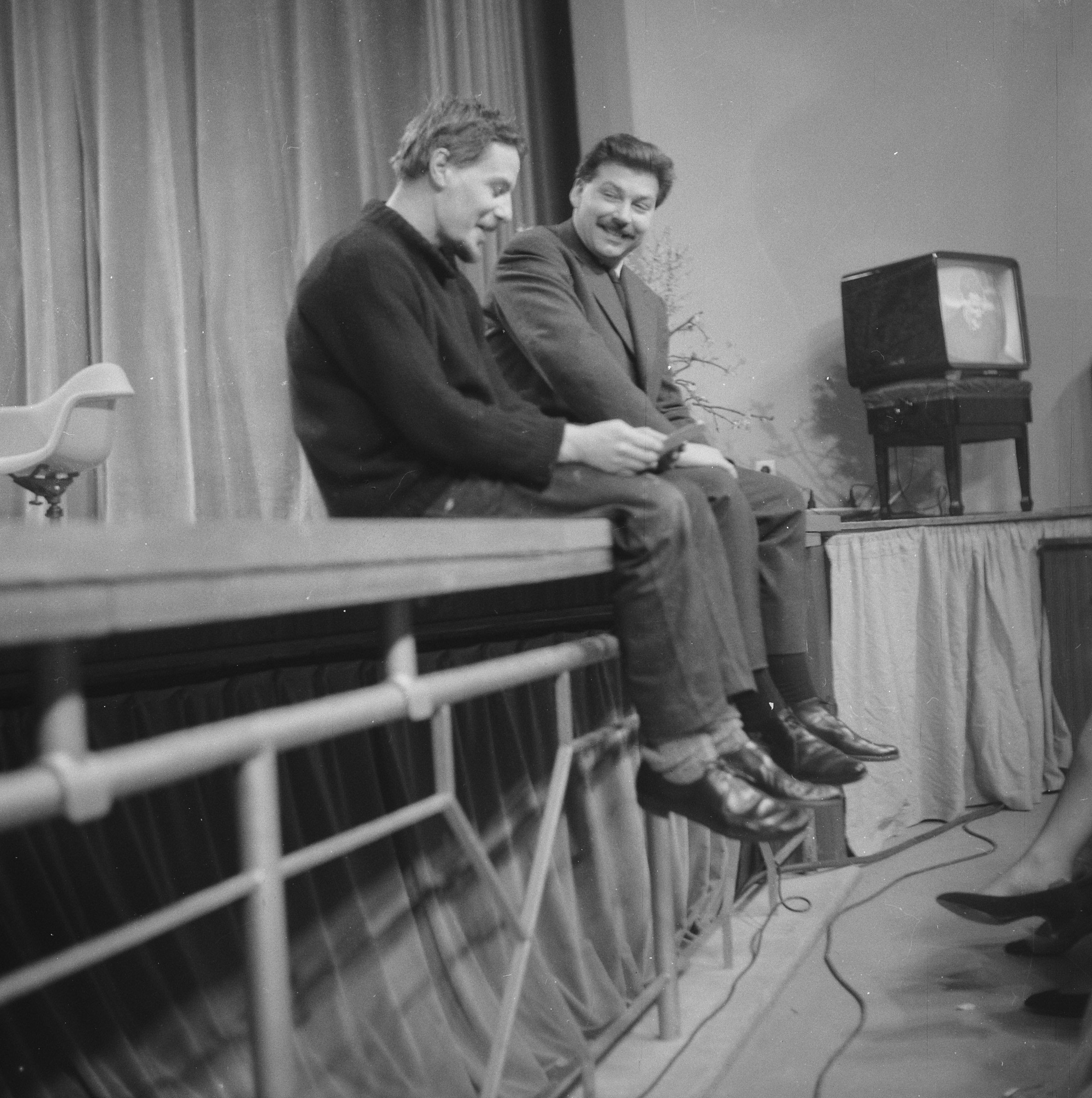
Lucebert en Karel Appel (1959)

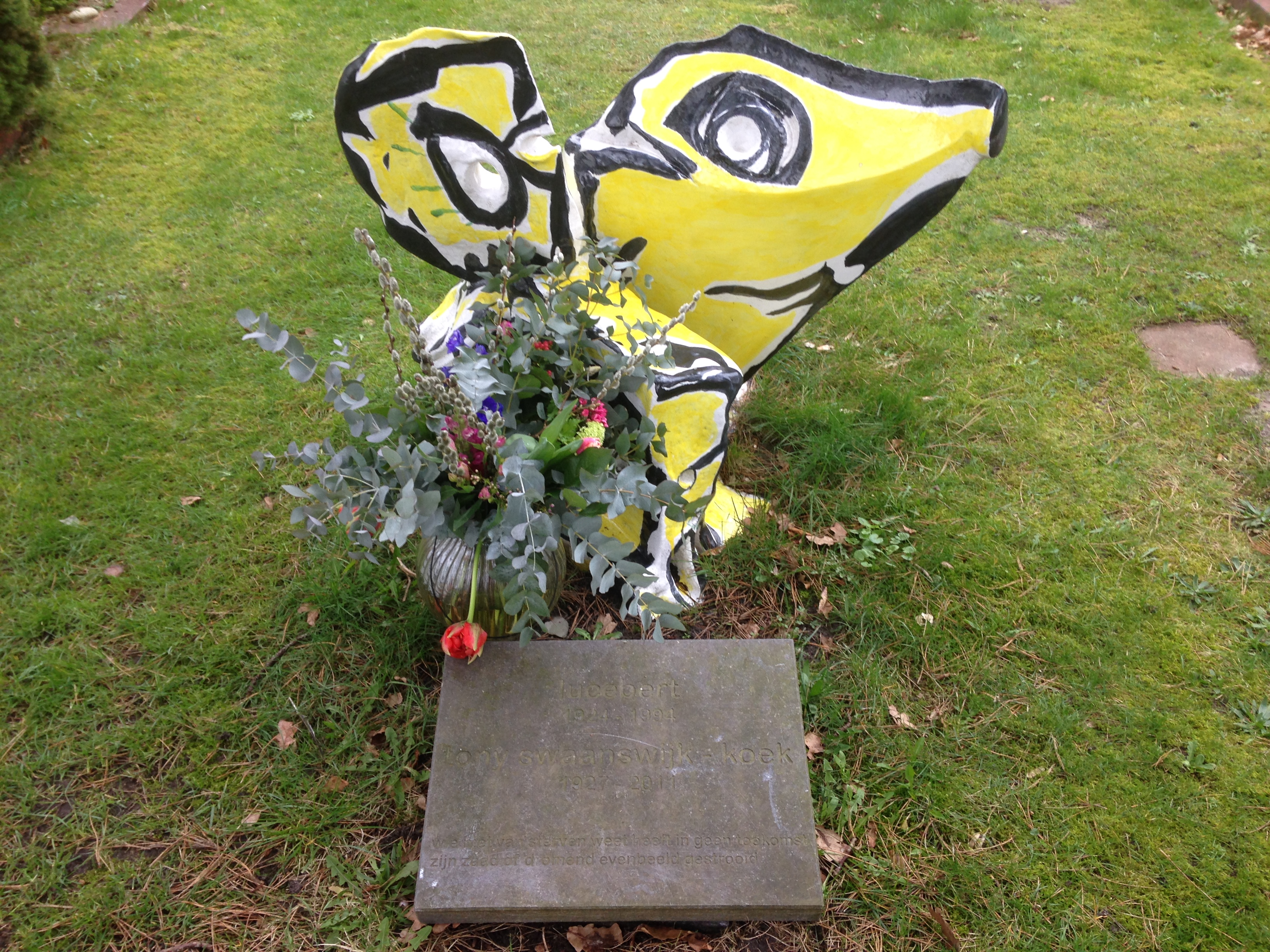
Het graf van Lucebert

Lucebert (uitspraak: loetsjəbert), pseudoniem van Lubertus Jacobus Swaanswijk (Amsterdam, 15 september 1924 – Alkmaar, 10 mei 1994) was een Nederlands dichter en schilder. Als dichter werd hij gezien als de voorman van de beweging van de Vijftigers, een progressieve groep dichters die na de Tweede Wereldoorlog begon te experimenteren met vorm en inhoud. Als schilder was hij nauw betrokken bij de Amsterdams poot van de experimentele Cobra-groep. In 2018 verscheen een biografie van de hand van Wim Hazeu. In zijn jonge jaren gehoorzaamde hij aan de oproep om zich verplicht te melden voor de Duitse Arbeitseinsatz. Vervolgens werkte hij als dwangarbeider in de Duitse wapenindustrie.

## Levensloop
Luceberts vader was huis- en letterschilder en had een eigen zaak. Lucebert groeide op in de Jordaan, waar hij op bijna tienjarige leeftijd het Jordaanoproer meemaakte. Zijn tekentalent werd ontdekt na de ULO, toen hij bij zijn vader begon te werken. Met een beurs ging hij een half jaar naar het Instituut voor Kunstnijverheidsonderwijs in 1938. Daarna sloeg hij aan het zwerven. Aan het begin van de Tweede Wereldoorlog ging hij werken in nazi-Duitsland. Hij meldde zich vrijwillig voor de Duitse Arbeitseinsatz en werkte in 1943-1944 in een Duitse springstoffabriek waar experimenten met de vliegende bom V1 werden uitgevoerd. Zelf zei hij later dat hij hiertoe gedwongen werd. In de oorlogsjaren 1943-1944 ondertekende hij brieven aan zijn jeugdvriendin Tiny Koppijn met fascistische groet. Er zijn sterke vermoedens dat de censuur en dwangarbeid in het kamp hierbij hebben meegespeeld, het is bekend dat in het kamp alle postverkeer grondig werd nagekeken en elke anomalie werd gerapporteerd. In 2019 verscheen het boek Door de schaduwen bestormd, waarin Lucebertkenners als Piet Gerbrandy en Cyrille Offermans op Luceberts oorlogsverleden reflecteren.
Na zijn terugkeer in 1944 kreeg hij regelmatig opdrachten voor wandschilderingen. In 1947 kreeg hij een aanbod van het Franciscanessenklooster in Heemskerk om in ruil voor kost en inwoning een enorme wandschildering te maken. Omdat de zusters de wandschildering niet konden waarderen, hebben zij die laten overschilderen met witte verf. In 1989 werd deze schildering deels hersteld.
Lucebert maakte deel uit van verschillende dichterscollectieven, waaronder IPA en Contact en later, samen met Gerrit Kouwenaar en Jan Elburg, de Cel Majakovski welke naam verwees naar de Russische dichter Vladimir Majakovski. Dit collectief zou opgaan in de Experimentele Groep in Holland.

### Vijftigers
In 1949 trad Lucebert op als voorman van de Beweging van Vijftig of de Vijftigers, de groep experimentele dichters die destijds veel stof deed opwaaien. In 1949, ten tijde van de Politionele Acties, debuteerde hij met het gedicht Minnebrief aan onze gemartelde bruid Indonesia. De bundel Triangel in de jungle / de dieren der democratie, verscheen in 1951. Al snel werd hij gezien als de Keizer der Vijftigers.

#### De Elsevier-rel
In 1953 werd Bertus Aafjes door het Elseviers Weekblad gevraagd om een zestal essays te wijden aan de Vijftigers en hun experimentele poëzie. De drie eerste essays waren zeer kritisch over deze groep. De essays werden in oktober 1953 verder verspreid als nr.86 van het gratis tijdschrift Het model voor den uitgever:
- Poëzie van het schuifgat: paard achter de wagen gespannen, over: Simon Vinkenoog
- Lucebert of de schim van Kloos: trilt en er is kunst, over: Lucebert
- Apotheose der liefdeloosheid: wij bloeien maar bloeien vergeefs, over: Hugo Claus

Aafjes zeer harde opmerkingen zoals: "Lees ik Luceberts poëzie, dan heb ik het gevoel dat de SS de poëzie is binnengemarcheerd" veroorzaakten veel ophef. Later zou Aafjes zijn woorden terugnemen, maar het betekende voor Aafjes wel het einde van zijn dichterschap.

#### Bergen
In 1953 ontmoette hij in een café zijn toekomstige echtgenote, Tony Koek (1927-2011). Ze gingen in Bergen in Noord-Holland wonen in het woonhuis met kunstzaal van het verzamelaarsechtpaar Boendermaker, thans onder de naam "Luceberthuis" geëxploiteerd als artist in residence.

#### Berlijn,DDR
In 1955 ging hij, met zijn echtgenote en kinderen, op uitnodiging van Bertolt Brecht in Oost-Berlijn wonen. Hij legde zich toe op tekenen en fotograferen. Na vijf maanden weer terug in Nederland zei hij in CPN-partijblad De Waarheid over de DDR: "Discussies en vrije meningsuiting worden in de DDR zoveel mogelijk gestimuleerd, maar er zijn er nog velen, die dat niet kunnen geloven" en "De verhalen over onvrijheid komen van de mensen, die hun nieuwe toestand nog niet begrijpen, en de propaganda van het Westen heeft daarop nog een funeste invloed".

### Na 1960

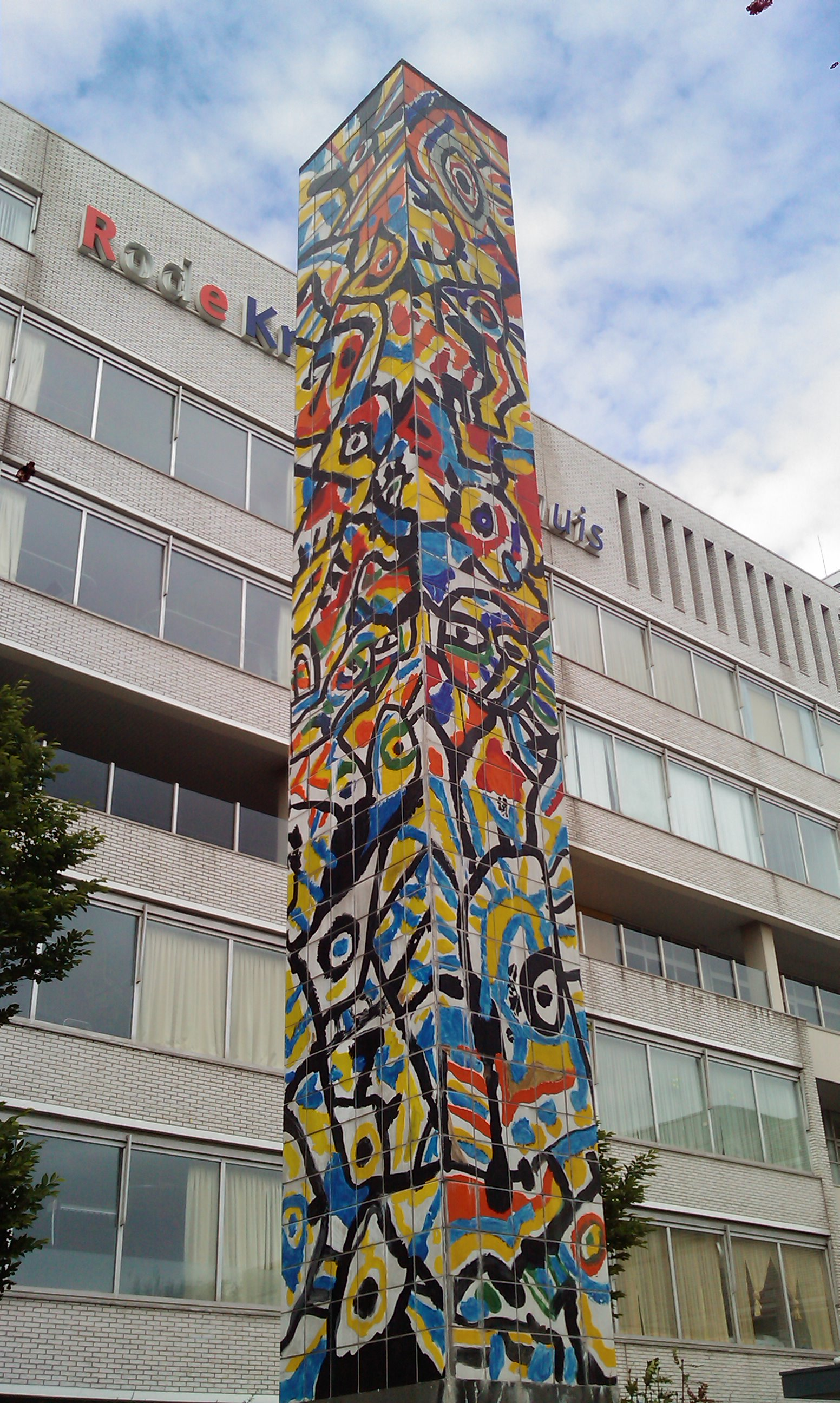
Beverwijk

In de jaren zestig legde hij zich vooral toe op de beeldende kunst, die destijds 'figuratief-expressionistisch' genoemd werd. Zijn schilderwerk, dat vooral in het begin sterk beïnvloed was door Cobra, geeft blijk van een vrij pessimistisch wereldbeeld.

#### Jávea, Spanje
Lucebert en zijn vrouw Tony kwamen in 1963 naar Spanje, gemotiveerd door de artistieke sfeer en het licht van de Middellandse Zee. In 1968 vestigden ze zich in Jávea en kochten in 1973 een huis in het gebied van Lluca, gelegen tussen Benitachell en Jávea. Gedurende deze periode wisselde Lucebert zijn verblijf af tussen Jávea en Bergen, waarbij hij een aanzienlijke hoeveelheid werken produceerde die getuigen van zijn creativiteit en talent.
Vanaf 1981 brak met de bundel Oogsten in de dwaaltuin een nieuwe creatieve dichtperiode aan, waarin zijn poëzie zwarter en toch ook socialer was.

### Levenseinde
Lucebert overleed in 1994 op 69-jarige leeftijd in een ziekenhuis te Alkmaar. Hij liet zijn echtgenote en vijf kinderen achter.
Lucebert wordt beschouwd als een van de grootste Nederlandstalige dichters van de twintigste eeuw. De meeste van zijn gedichten zijn gebundeld in Gedichten 1948-1963, en recenter in Verzamelde Werken uit 2002.

## Invloed

### Openbaarheid

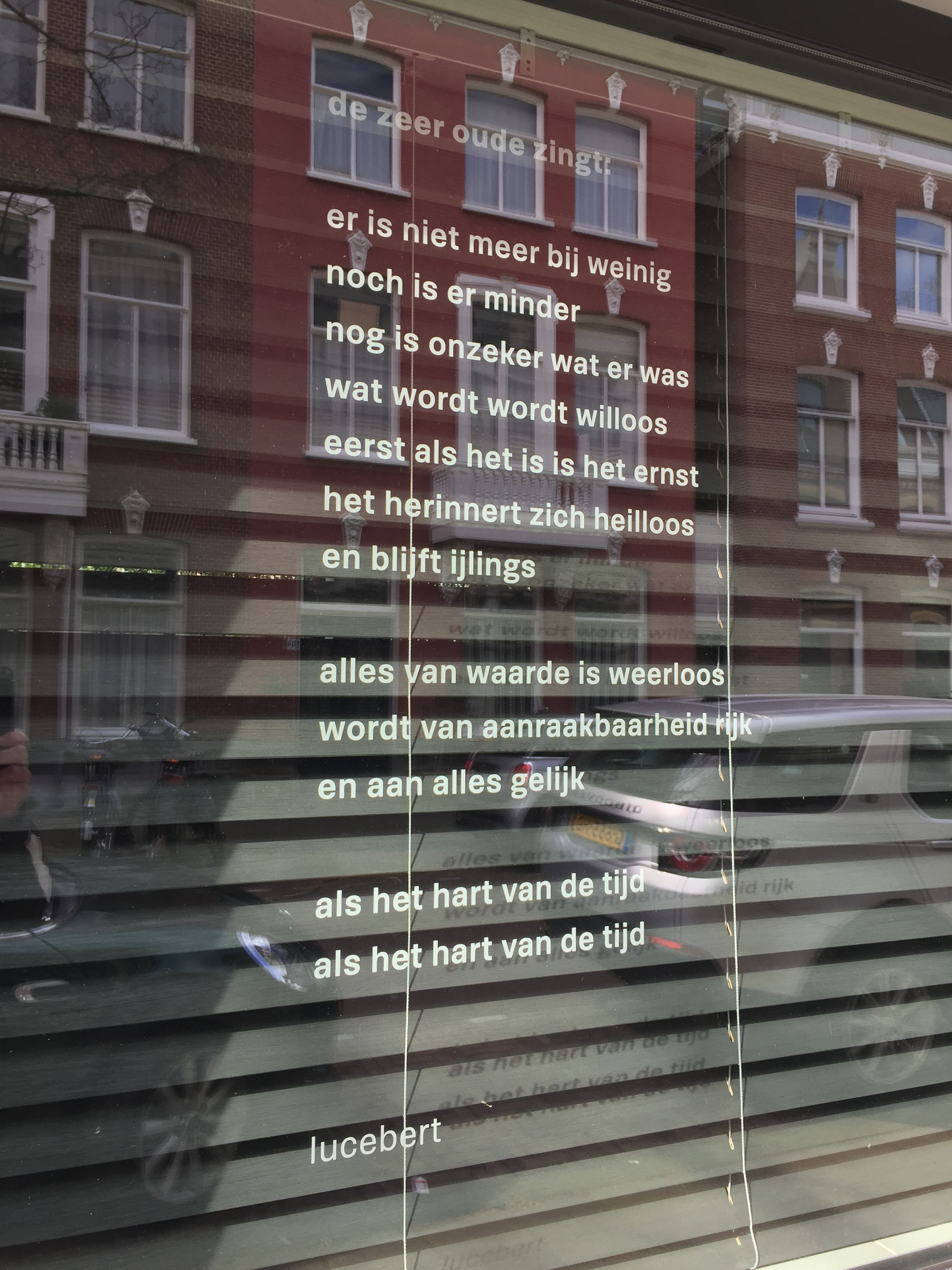
"de zeer oude zingt" als raamgedicht in de Celebesstraat in Den Haag

Het gedicht Poëzie is kinderspel uit 1968 stond tussen november 1995 en ca. 2020 in zijn geheel op een muur van het gebouw van het Vlietlandcollege aan de Apollolaan in Leiden, in het kader van een 'muurgedichtenproject'.

Voor de Zangeres Zonder Naam (Mary Servaes) schreef Lucebert een liedtekst, namelijk De soldatenmoeder (1969).

### Spanje
Het werk Javea van Lucebert uit 1969 is een representatief voorbeeld van zijn band met de Costa Blanca, waarbij hij een verscheidenheid aan technieken op papier toepaste. Zijn relatie met Spanje werd verder versterkt door zijn connectie met de Spaanse kunstenaar en verzamelaar Antonio Pérez. Luceberts nalatenschap in de regio blijft levend dankzij de donaties van zijn weduwe Tony aan het IVAM en de Fundación Antonio Pérez de Cuenca. De tentoonstelling Alles van waarde is weerloos, gehouden in Jávea, eerde zijn leven en werk, en benadrukte zijn artistieke diversiteit.
Het gedicht Visser van Ma Yuan (1953) behoort tot zijn bekendste gedichten.

### Alles van waarde is weerloos

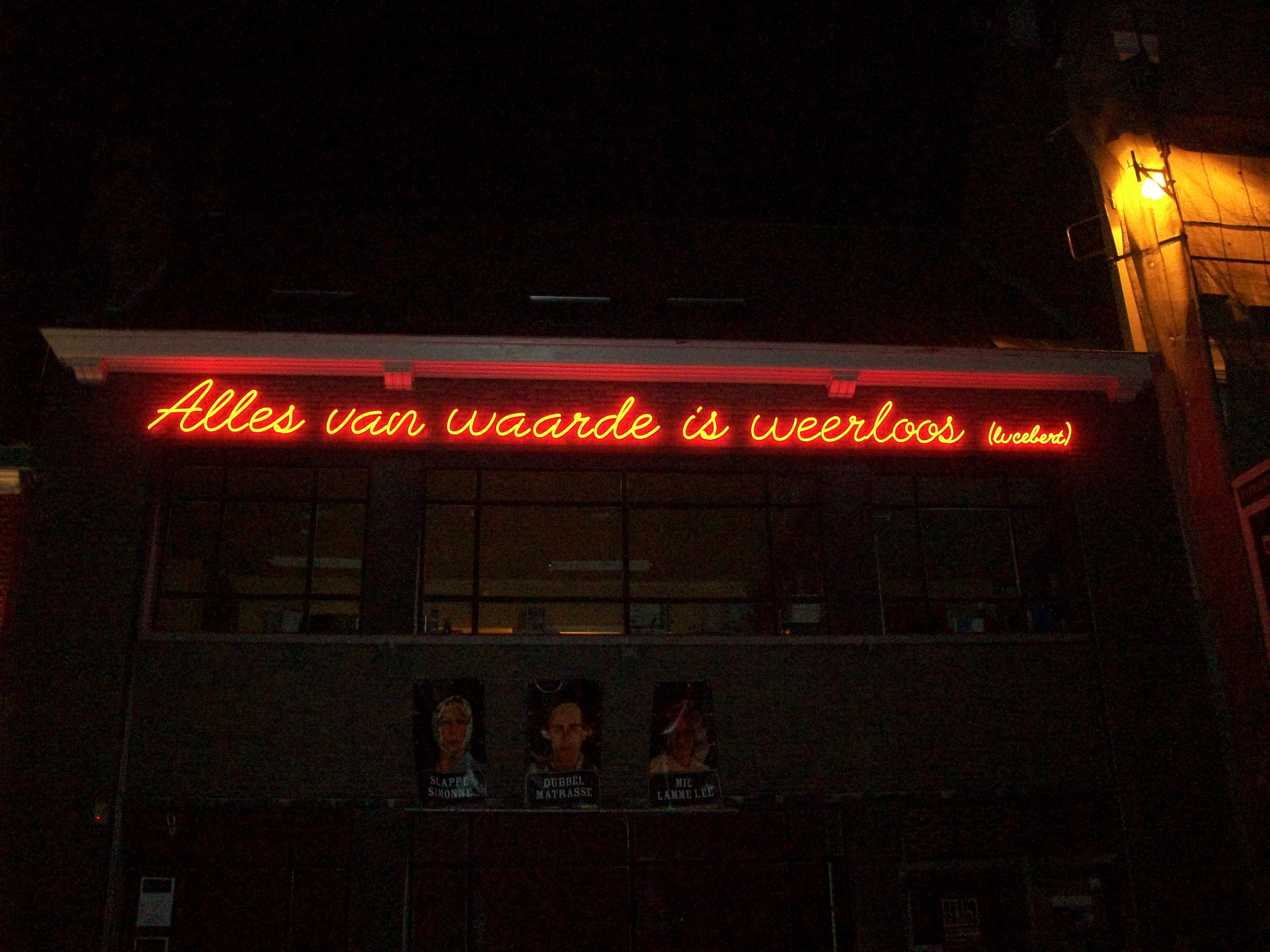
Alles van waarde is weerloos - Gevel van Trefpunt Concertzaal in Gent

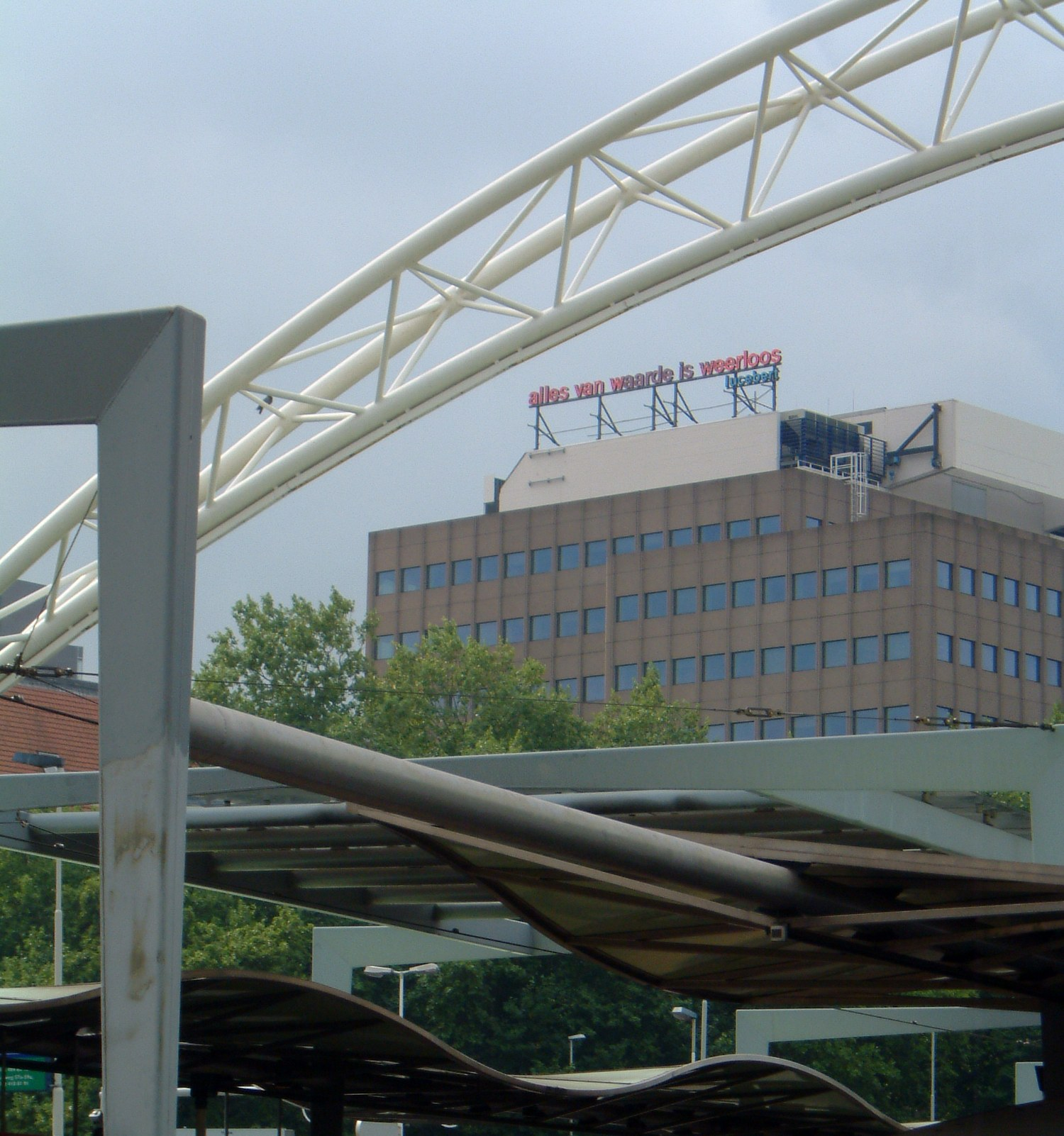
Alles van waarde is weerloos - kunstwerk van Toni Burgering in Rotterdam

De dichtregel Alles van waarde is weerloos, uit het gedicht De zeer oude zingt uit 1953, staat sinds 1978 nabij Station Rotterdam Blaak in grote neonletters op het voormalige kantoorgebouw van verzekeringsmaatschappij Nieuw Rotterdam, naast de Willem de Kooning Academie, inclusief de naam van de dichter. Het was een idee van kunstenaar Toni Burgering.
Ook op de gevel van de concertzaal van Trefpunt (Gent) staat de dichtregel.

## Prijzen
- 1953 – Poëzieprijs van de gemeente Amsterdam voor Apocrief
- 1956 – Poëzieprijs van de gemeente Amsterdam voor De beulen
- 1962 – Poëzieprijs van de gemeente Amsterdam voor Terreur
- 1965 – Constantijn Huygens-prijs voor zijn gehele poëtische oeuvre
- 1967 – P.C. Hooft-prijs voor zijn gehele oeuvre
- 1983 – Prijs der Nederlandse Letteren voor zijn gehele oeuvre
- 1990 – Jacobus van Looyprijs voor zijn gehele oeuvre

## Literair werk
- 1951 – Triangel in de jungle / de dieren der democratie
- 1952 – Apocrief / de analphabetische naam
- 1952 – De amsterdamse school
- 1953 – Van de afgrond en de luchtmens
- 1955 – Alfabel
- 1957 – Amulet
- 1959 – Val voor vliegengod
- 1963 – Man met vogel
- 1965 – Gedichten 1948-1963 (onder redactie van Simon Vinkenoog)
- 1965 – Mooi uitzicht & andere kurioziteiten
- 1972 – En morgen de hele wereld
- 1974 – Verzamelde gedichten
- 1974 –  'Ongebundelde gedichten'
- 1981 – Oogsten in de dwaaltuin
- 1982 – De moerasruiter uit het paradijs
- 1989 – Troost de hysterische robot
- 1993 – Na de helft van het leven
- 1993 – Van de roerloze woelgeest
- 1994 – Van de maltentige losbol
- 2002 – Verzamelde gedichten
- 2009 – Er is alles in de wereld (selectie door Ilja Leonard Pfeijffer)
- 2011 – Unica (facsimile van 7 boekjes uit 1949-1951)
- 2012 – Zij heeft haar naam vergeten
- 2020 – Vaarwel (achtergelaten gedichten, herontdekte bundel uit 1952)
- 2023 - Wij zijn het paradijs (correspondentie met Frieda Koch uit 1950-1952)

## Beeldend werk in openbare collecties (selectie)
- Cobra Museum voor Moderne Kunst Amstelveen, Amstelveen
- Stedelijk Museum, Amsterdam
- Stedelijk Museum Schiedam, Schiedam
- Museum de Fundatie, Zwolle
- Rijksmuseum Amsterdam[17]
- Museo Fundación Antonio Pérez,[18] Cuenca (Castilië-La Mancha), Spanje

In 2006 schonk de Stichting Lucebert een collectie van ca. 200 schilderijen en 2000 werken op papier aan het rijk, in beheer bij het Instituut Collectie Nederland, thans: RCE.

## Tentoonstellingen (selectie)
- 2007 – Lucebert (1924-1994) – Arbeiten auf Papier, Kunstsammlungen der Veste Coburg[19]
- 2024 -  100X Lucebert  - Het leven en werk van een dubbeltalent, Stedelijk Museum Alkmaar. Tentoonstelling ter gelegenheid van zijn honderdste geboortejaar.

## Trivia
- Het restaurant van Theaters Tilburg heeft de naam Lucebert.
- Op zijn grafsteen staat het gedicht:

“Wie niet van sterven weet heeft in geen toekomst
zijn zaad of dromend evenbeeld gestrooid”